# Železniška postaja Velenje
Železniška postaja Velenje je ena izmed železniških postaj v Sloveniji, ki oskrbuje bližnje naselje Velenje.
Velenje je končna postaja železniške proge med Celjem in Velenjem. Med letoma 1899 in 1968 (ko so jo demontirali) se je nadaljevala proti Dravogradu.